# National Model Railroad Association
Die National Model Railroad Association, kurz NMRA, ist der Nationale Verband der Modellbahner in den USA. Sie reglementiert und normt die Modellbahnen in den USA.
Ihren Hauptsitz hat die NMRA in Chattanooga (Tennessee).

## Geschichte
Nach eigenen Angaben wurde die NMRA am 1. September 1935 in Milwaukee gegründet und am 17. Mai 1947 in Ohio als Non-Profit-Organisation eingetragen, um die damaligen Systeme der Hersteller zu vereinheitlichen, sodass Erzeugnisse verschiedener Hersteller gemeinsam eingesetzt werden konnten. Die Veröffentlichung erster Standards datiert die NMRA auf das Jahr 1936.

## Zielsetzung
Ihre Ziele beinhalten
- die Standardisierung der Modelleisenbahn,
- das Vorantreiben von Absprache und Zusammenarbeit unter den Beteiligten,
- die Förderung persönlicher Fähigkeiten,
- weitergehende Ausbildung der Modellbahner,
- sowie die Weiterentwicklung des Hobbys.[1]

## Normierung
Bei der Normierung beginnt die NMRA zumeist damit, bereits bestehende Standards zu erfassen und in Form einer Recommended Practice, kurz RP, deutsch sinngemäß: empfohlene Anwendung für die Praxis, kurz Empfehlung, festzuhalten.
Verbindlich standardisierte Eigenschaften von Modellen werden als Standard bezeichnet und mit S und einer fortlaufenden Nummer abgekürzt.

## Beispiele für Normen
Die in Europa wohl bekanntesten Recommended Practice dürften die folgenden sein:
Die RP-25, die bei einem Modelleisenbahn-Radsatz die Dimensionen des Radreifens und damit auch des Spurkranzes festlegt.
Die RP-9, die das Digital-Command-Control-Protokoll, kurz DCC-Protokoll, für die digitale Mehrzugsteuerung festgelegt.